# 江天勇
江天勇（1971年5月19日—），河南信陽市罗山县人，中国北京維权律师，曾参与艾滋病感染者的救助维权、山西黑砖窑案件、北京律师直选、陳光誠案、高智晟案、法轮功个案等多起维权案件，也因此一直处于被监控、镇压之中。2009年7月被北京市司法局注销律师执业证，任北京爱知行研究所法律项目协调人。2017年11月21日，长沙市中级人民法院依法对被告人江天勇煽动颠覆国家政权案一审公开宣判，认定江天勇犯煽动颠覆国家政权罪，判处有期徒刑二年，剥夺政治权利三年。江天勇当庭表示不上诉。江2019年2月底刑滿出獄。一直被软禁在家，遭受当局严密监视。

## 简历
江天勇1971年生于河南省罗山县，父母是農民。1989年六四天安门事件時，江與維權律師李和平是高中同班同學。1991年考入湖南长沙水利电力师范学院（现长沙大学），读汉语言文学教育专业。1995年大学毕业，被分到郑州市第六十六中学，任语文教师。
2001年取得律师资格证书。2004年11月開始律師執業，在北京高博隆华律师事务所任职。2005年受托代理陈光诚案。此后还参与了高智晟案、陕北油田案、广州太石村案、胡佳案等等，特别是2008年大面积代理了法轮功的案件。2009年7月被北京市司法局注销律师执业证。之后参加北京爱知行研究所，任法律项目协调人。
2012年7月，曾榮獲對華援助協會（China Aid Association）頒發的2012年度「捍衞宗教自由和法治勇氣獎」。

## 执业遭遇与近况
2011年2月19日，因中國茉莉花事件而被警方逮捕，至4月20日釋放。2012年5月4日，江因參與陳光誠維權事件而遭警方毆打，致左耳穿孔，右耳聽力受損。。
2014年3月，因探訪黑龍江建三江黑監獄，江天勇遭警方拘留和毆打，致8根肋骨骨折。2016年11月中旬，江天勇到长沙看望被羁押中的维权律师谢阳（709事件律师）的妻子陈桂秋，后到长沙市第二看守所要求会见谢阳但被看守所拒绝。11月21日晚间他在搭乘D940次列车回北京，在上车前失联。江天勇妻子怀疑江天勇是被北京警方关押。12月6日，联合国赤贫和人权问题特别报告员菲利普·奥尔斯顿（Philip Alston）要求中国方面就江天勇目前的下落展开调查，并表示江天勇的失踪是中国官方对江和他本人今年8月曾举行过会面的报复行动。
12月17日，英国广播公司引述中国媒体报道称，江天勇因涉嫌“非法持有国家机密文件”、冒用他人身份证以及为境外非法提供国家秘密遭到警方逮捕。
2017年5月31日，被三易罪名，最終被長沙市公安局直屬分局以涉嫌「顛覆國家政權罪」逮捕，羈押於長沙市第一看守所。2017年6月，因涉嫌“煽动颠覆国家政权罪”被批捕。该案于8月22日在长沙市中级法院开庭审理。
2017年11月21日，江被长沙市中级人民法院以「煽動顛覆國家政權罪」判處有期徒刑2年，剝奪政治權利3年。，在位于河南省新乡市的河南省第二监狱服刑。據報，江天勇在獄中曾被長期強制吃藥，導致記憶力明顯下降，身體虛胖、渾身無力。
2019年2月28日，江天勇刑满出狱，但旋即被软禁在家。两年多以来，江天勇受到当局严密监控。出门遭中共国安跟踪和骚扰。甚至有公民因为看望他而遭刑事拘留。

## 爭議
2017年8月22日，新浪微博对長沙中院的庭审进行全程直播，根据微博公布的画面，江天勇在庭上承认利用社交媒体Twitter和微博发表攻击司法机关的言论，坦承自己受到境外势力影响而萌生了在中国实现西方资产阶级宪政制度的想法。他表示“认罪、悔罪”，希望维权人士、维权律师从他身上汲取教训，引以为戒，恳请司法机关根据其认罪态度、配合调查的实际情况给予宽大处理。
然而，现居于美国加利福尼亚州的江天勇妻子金变玲在公开信中表示：丈夫“可能在拘留期间遭受刑讯逼供，受强迫在法庭上认罪”，金变玲和人权团体谴责这次审判是“又一场审判秀”。
针对关于江天勇被刑讯逼供的指控，长沙市公安局公布了他在被监视居住期间散步健身的画面，指他“双脚站立，行走正常，没有浮肿，行动自如”。长沙市公安局表示，将“充分保障犯罪嫌疑人江天勇的合法权利”。大陸媒體也緊跟指稱境外媒體是給政府抹黑。。
2017年9月上旬，联合国极度贫困与人权特别专员阿尔斯顿教授（Philip Alston），人权捍卫者特别专员米歇尔·福斯特（Michel Forst），言论自由特别专员大卫·凯伊（David Kaye）以及任意羁押工作组专家波尔姆戴兹（Jose Antonio Guevara Bermudez）联名发表声明，呼吁中国当局立即释放江天勇律师、尊重江天勇受到公正审判的权利以及作为律师继续开展维权工作的权利。

### 引用
1. 1 2 3  . (香港)中國維權律師關注組.   [2018-05-23]. （原始内容存档于2021-01-24）.
2. 1 2  . 澎湃新闻. 2017-11-21  [2017-11-24]. （原始内容存档于2017-12-01）.
3. ↑  高锋. . 2018-05-21  [2018-05-23]. （原始内容存档于2019-06-09）.
4. 1 2  焦国标. . 中國人權雙週刊.   [2018-05-23]. （原始内容存档于2019-04-29）.
5. ↑  焦国标. . 中國人權雙週刊.   [2018-05-23]. （原始内容存档于2019-06-10）.
6. 1 2 3 4  . 蘋果日報. 2021-03-02  [2021-06-07]. （原始内容存档于2021-06-21）.
7. ↑  .   [2012-05-04]. （原始内容存档于2017-12-01）.
8. ↑  . 自由亚洲电台. 2016-11-26. （原始内容存档于2019-06-20）.
9. ↑  . The Guardian. 2016-12-06  [2016-12-09]. （原始内容存档于2020-11-12）.
10. ↑  .   [2016-12-18]. （原始内容存档于2019-06-09）.
11. ↑  . 美国之音. 2017年6月3日. （原始内容存档于2019年6月9日）.
12. ↑  . 纽约时报中文网. 2017-11-21  [2017-11-24]. （原始内容存档于2017-11-23）.
13. ↑  . 德国之声. 2019年3月3日  [2019年3月24日]. （原始内容存档于2019年3月24日）.
14. ↑  . 自由亚洲. 2021-05-19  [2021-06-07]. （原始内容存档于2021-06-07）.
15. ↑  . 苹果日报. 2021-03-02  [2021-06-07]. （原始内容存档于2021-06-21）.
16. ↑  . BBC中文网. 2017-08-22  [2017-08-23]. （原始内容存档于2017-08-23）.
17. ↑  . 纽约时报中文网. 2017-08-22  [2017-08-23]. （原始内容存档于2019-06-08）.
18. ↑  . 美国之音. 2017年8月23日. （原始内容存档于2019年8月18日）.
19. 1 2  观察者网. . 中国网新闻. 北京.   [2017-11-18]. （原始内容存档于2017-12-01） （中文（中国大陆））.
20. ↑  . 博讯网. 2017年9月6日. （原始内容存档于2019年6月24日）.

## 外部連結
- 北京维权律师屡遭骚扰殃及家人（页面存档备份，存于）
- 焦国标：《“交友不慎，误入歧途”——江天勇律师的维权之路》
- 港人权组织谴责官媒对在押律师媒体审判（页面存档备份，存于） 2017年3月5日